# Spotsylvania Courthouse (Virginia)
Spotsylvania Courthouse  es un lugar designado por el censo en el condado de Spotsylvania, del cual también es la sede, Virginia  (Estados Unidos). Según el censo de 2010 tenía una población de 4.239 habitantes.

## Demografía
Según el censo del 2000, Spotsylvania Courthouse tenía 3.833 habitantes, 1.233 viviendas, y 1.009 familias. La densidad de población era de 171,1 habitantes por km².
De las 1.233 viviendas en un 50,3 %  vivían niños de menos de 18 años, en un 65 %  vivían parejas casadas, en un 12,2 % mujeres solteras, y en un 18,1 % no eran unidades familiares. En el 13,5 % de las viviendas  vivían personas solas el 4,1 % de las cuales correspondía a personas de 65 años o más que vivían solas. El número medio de personas viviendo en cada vivienda era de 3,11 y el número medio de personas que vivían en cada familia era de 3,42.
Por edades la población se repartía de la siguiente manera: un 34,2 % tenía menos de 18 años, un 7,9 % entre 18 y 24, un 33,4 % entre 25 y 44, un 19,4 % de 45 a 60 y un 5,1 % 65 años o más.
La edad media era de 32 años.  Por cada 100 mujeres de 18 o más años  había 92,7 hombres.
La renta media por vivienda era de 55.872$ y la renta media por familia de 60.893$. Los hombres tenían una renta media de 42.004$ mientras que las mujeres 30.494$. La renta per cápita de la población era de 19.052$. En torno al 8,1 % de las familias y el 7,3 % de la población estaban por debajo del umbral de pobreza.

## Localidades adyacentes
El siguiente diagrama muestra a las localidades más próximas a Spotsylvania Courthouse.